# Thrills in the Night
«Thrills in the Night» — песня группы Kiss, седьмой трек их студийного альбома 1984 года Animalize.
Также песня была издана отдельным синглом. (Сингл вышел в январе следующего, 1985 года. Это второй и последний сингл с того альбома, первым же был «Heaven’s on Fire».)
В США песня в «Горячую сотню» журнала «Билборд» (Billboard Hot 100) не попала.

## Авторы и музыканты
Песня написана Полом Стэнли и Жаном Бовуаром.
Лид-вокал исполняет Пол Стэнли. Жан Бовуар тоже принял участие в записи трека — на бас-гитаре.

## Композиция
«Энциклопедия KISS» вкратце описывает песню так:
Частично mysterious metal, частично аппетитный поп, «Thrills in the Night» — [просто] фантастическая песня, наполненная полночной драмой, особенно [хороша] резонирующая вокальная работа Пола Стэнли.
Песню открывает, по выражению всё той же «Энциклопедии KISS», «потрясающее» гитарное вступление в исполнении Марка Сент-Джона. Кроме того, в середине песни звучит его соло.

## Сюжет песни
По выражению «Энциклопедии KISS», песня о девушке, которая «плотно застёгнута на все пуговицы во время рабочего дня», а поздно вечером становится будто дикой и переходит в режим половой охоты. «Да», — пишет энциклопедия — «эта [песня] более чем немного сексистская, но она отлично качает.»